# روبرت مارشاك
روبرت مارشاك (بالإنجليزية: Robert Eugene Marshak )‏ (و. 1916 – 1992 م) هو فيزيائي، وأستاذ جامعي أمريكي، ولد في ذا برونكس، وكان عضوًا في الأكاديمية الأمريكية للفنون والعلوم، توفي في كانكون، عن عمر يناهز 76 عاماً، بسبب غرق.

## التعليم
تعلم في جامعة كولومبيا، وجامعة كورنيل.

## جوائز
حصل على جوائز منها:
- الجائزة التذكارية لروبرت أوبنهايمر (1982)
- جائزة الرابطة الأمريكية للنهوض بالعلوم للدبلوماسية العلمية [الإنجليزية]‏
- زمالة غوغنهايم.